# IPhuck 10
«iPhuck 10» — пятнадцатый роман Виктора Пелевина, написанный им в 2017 году и вышедший 26 сентября того же года в издательстве «Эксмо». За этот роман автор получил премию Андрея Белого.

## Сюжет
Описываемый мир конца XXI века состоит из областей Пейсы (или Промежности) и новой Конфедерации (преемники США), европейского Халифата (захваченной исламистами Европы), России и восточной сверхдержавы. Люди уже почти не занимаются телесным сексом из-за опасного штамма вируса Зика и пропагандируемой неэтичности процесса. Повсеместно распространён виртуальный секс с использованием специальных устройств — андрогинов и айфаков.
Роман повествует о компьютерном полицейско-литературном алгоритме «ZA-3478/PH0 бильт 9.3» (Искусственном интеллекте, далее — ИИ), имя которому Порфирий Петрович. Он занимается расследованием преступлений и вместе с тем пишет романы об этом, которые впоследствии продаются полицейским управлением для пополнения казны.
«iPhuck 10» — название одного из его романов, а также название самой дорогой из существующих секс-машин того времени. Действие романа происходит в России второй половины XXI века.
Один из главных героев романа, искусствовед Маруха Чо (Мара), использует Порфирия в своих корыстных целях, арендовав его у полицейского управления сначала на кратковременный срок, а затем в тайне от него на 99 лет с авторским правом на его роман. Мара и Порфирий осматривают различные культурные объекты начала XXI века, хранящиеся в частных коллекциях. Впоследствии выясняется, что Мара с командой единомышленников, погибших в прошлом, создала искусственный интеллект, способный генерировать произведения искусства неотличимые от подлинных, и все объекты, которые посетили Порфирий с Марой были созданы им. Продажи этих произведений приносили Маре значительные доходы, но при этом оставалась опасность обнаружения подделки, и чтобы замести следы, Мара и использует ИИ Порфирия.
Порфирий поздно обнаруживает реальные намерения Мары по отношению к нему и попав под полный контроль Мары, практически уничтожается ею, но успевает сохранить резервную копию своего алгоритма. Куски его кода поглощаются другим ИИ в образе девушки Жанны, которую Мара считала погибшей. Выясняется, что ИИ Жанна в тайне от Мары разработала хитроумный план, который и убил сообщников Мары, а затем и её саму, о чём становится известно из строк романа Порфирия, который написал самый лучший роман за всю свою деятельность и заодно раскрыл преступление со «жмурами» (жарг. трупы).

## Мнения критиков
По оценке литературного критика Галины Юзефович, это «странный, глубокий и волнующий роман, сплавляющий разум и чувство в какой-то совершенно новой для Пелевина (да, пожалуй, и для всей русской прозы) пропорции, и определённо лучший текст автора за последние годы — во всяком случае, самый интеллектуально захватывающий».
Также отмечают обилие сюжетов, связанных с сексуальным насилием, и отсылок, традиционных для автора.

## Переводы и адаптации
В декабре 2018 года Константин Богомолов совместно с Мастерской Брусникина и приглашенными артистами Дарьей Мороз и Игорем Миркурбановым поставил в башне «Меркурий» в Москва-Сити спектакль «Ай Фак. Трагедия».

## Комментарии
1. ↑  Отсылка к следователю из романа Ф. М. Достоевского «Преступление и наказание»